# Pieśni wołczebne
Pieśni wołczebne – białoruskie pieśni śpiewane podczas Świąt Wielkanocnych.
Pieśni wykonywane były podczas obrzędu nazywanego wołoczebne, polegającego na chodzeniu w czasie Wielkanocy od domu do domu, składaniu życzeń i przyjmowaniu darów. Rozwinęły się po powstaniu w I Rzeczypospolitej Kościoła unickiego. Do połowy XIX wieku wykonywane były głównie przez dorosłych mężczyzn i starszych chłopców, później obrzęd przejęli młodsi chłopcy oraz dziewczęta. Tematyka pieśni była różnorodna – znajdowały się wśród nich życzenia składane gospodarzowi, wyliczenia prac wiejskich powiązanych ze świętami i patronami, pieśni adresowane do dziewczyn i rzadziej do chłopców.